# Muttalmuri, Haliyal
Muttalmuri là một làng thuộc tehsil Haliyal, huyện Uttar Kannad, bang Karnataka, Ấn Độ.